# 자굴산
자굴산은 해발고도 897m로 경남의 중심부인 의령의 진산이다. 인접 시·군과 근거리에 위치하고, 등산객 취향에 따라 난이도(급경사, 완경사)를 조절할 수 있는 다양한 산행 코스를 가진 산악 지역으로 사계절(봄, 여름, 가을, 겨울)을 사색(꽃길, 숲속 오솔길 등) 할 수 있는 특징이 있다.

## 발췌문헌
- 《창의-인성교육을 위한 의령 체험활동 길라잡이3》, 경상남도의령교육지원청, 2013
- 자굴산 안내문 내용 참조 (의령군청, 경상남도의령군)